# Hans Blomqvist (översättare)
Hans Gerhard Blomqvist, född 30 december 1950, är en svensk översättare och författare.
Blomqvist är framför allt känd för den pågående översättningen av Franz Kafkas Samlade skrifter på Bakhåll som han gör tillsammans med Erik Ågren. De gjorde sin första Kafkaöversättning 1995 och utgivningen av samlade verk inleddes 2000 och avslutades 2024 (inalles 19 band). Blomqvist har också skrivit böcker om Kafka.

## Priser och utmärkelser
- 2005 – Stiftelsen Natur & Kulturs översättarpris
- 2009 – De Nios översättarpris